# エミレ文化

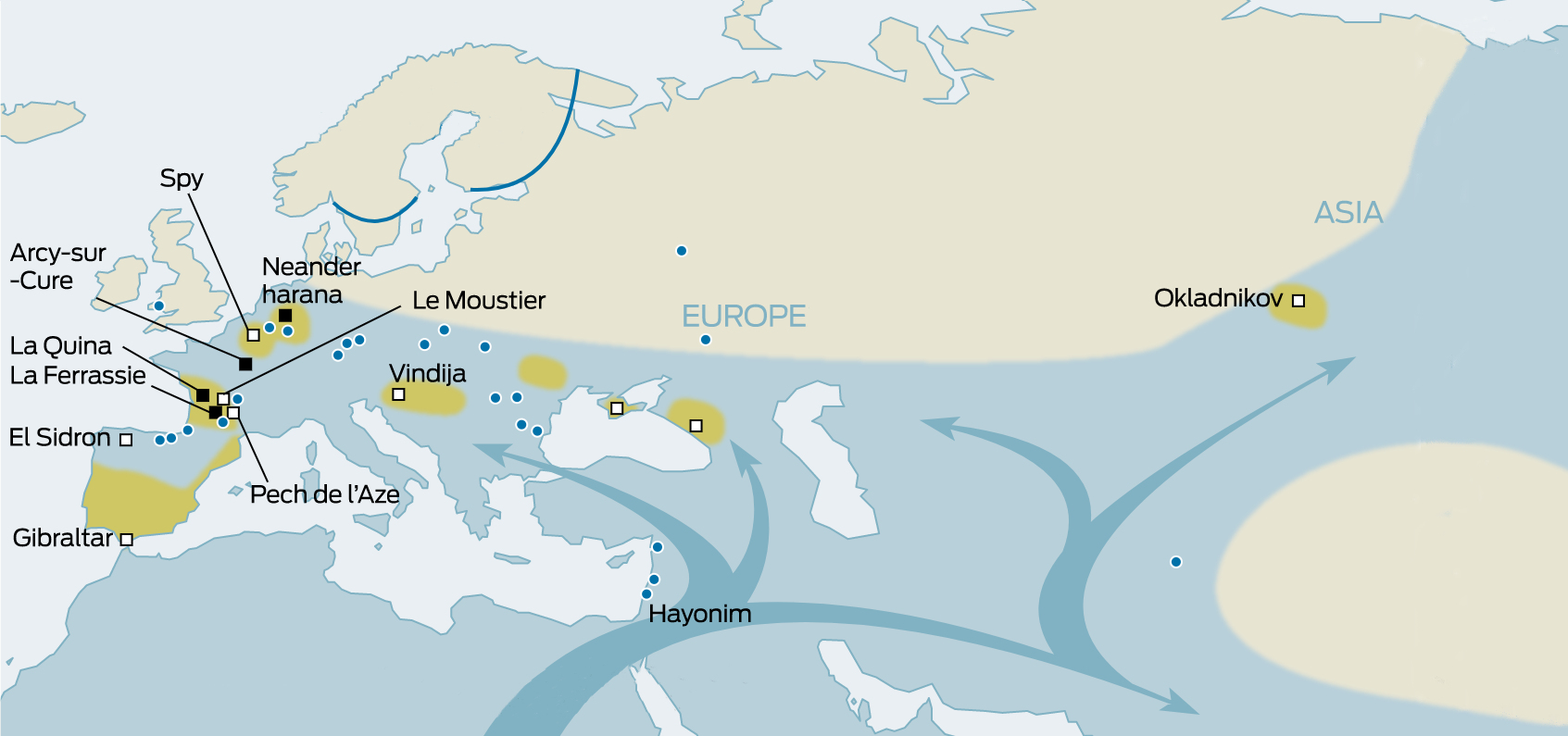
レバントを通じたアフリカからの初期の現代人（European early modern humans）の拡大。

エミレ文化（英語：Emiran culture）は、中期旧石器時代と後期旧石器時代の間の時期にレヴァント（シリア、イスラエル、レバノン、ヨルダン、パレスチナ）とアラビアに存在した石器文化の一つ。名前は地名（Emireh）に因む。
後期旧石器時代の文化としては最も古く、アフリカ人の先祖が明確でないことため、謎に包まれたままである。このことから、学者の中にはエミレ文化はレバント地方に自生していると結論付けている者もいる。しかし、エジプトのタラムサ1（Taramsa 1）遺跡のように、「75,000年前の現生人類の遺構を含む」北アフリカの古い遺跡で、エミレ文化はより早い時期に観察されたより幅広い技術的傾向を反映していると主張する人もいる。

## 概要
エミレ文化は、ルヴァロワ型ムスティエ文化の要素を多く残しながら、当地にあったムスティエ文化から断絶することなく発展したものと思われ、典型的な尖頭器（エミレ・ポイント）も存在する。エミレ・ポイントは後期旧石器時代の初期階の道具であり、エミレ文化で初めて確認された。西ヨーロッパのシャテルペロン文化に見られるような曲刀を含めて、多くの石刃器（ブレード）が使用されていた。

エミレ文化は最終的にはアフマール文化に発展し、その後はレバント・オーリニャック文化（旧称アンテル文化（Antelian））と呼ばれるものになった。いずれもルヴァロワ型の石器文化の伝統としてオーリニャック文化の影響を比較的強く受けている。ドロシー・ギャロッドによると、パレスチナの複数箇所で確認されているエミレ・ポイントはエミレ文化型の特徴をよく表しているという。

## 他の石器文化との関係
レヴァントの「レヴァント・オーリニャック」には、年代的には近東の同じ地域のエミレ文化や初期のアフマール文化に続く、ヨーロッパのオーリニャック文化のそれに非常によく似たブレード技術の一種が見られ、エミレ文化の石器はそれらと密接に関連している。

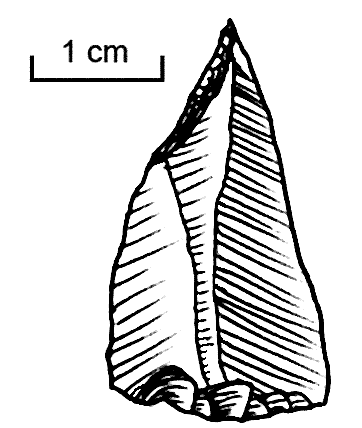
エミレ・ポイント、細石器の一種にあたる。
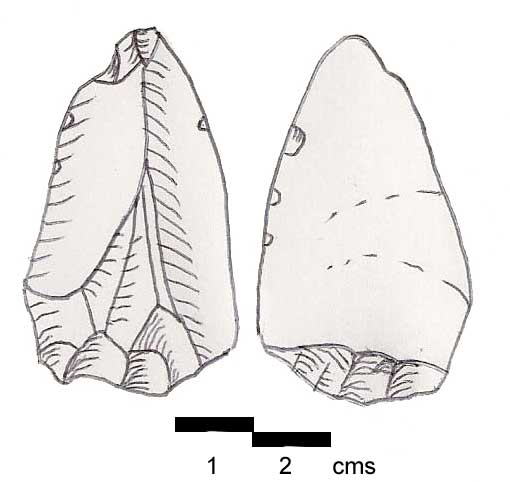
こちらもエミレ・ポイント。